# Jacky Mathijssen
Jacky Mathijssen (Dilsen-Stokkem, 20 juli 1963) is een Belgisch voetbaltrainer en voormalig voetballer die speelde als doelman gedurende zijn carrière. Hij is bij de Koninklijke Belgische Voetbalbond werkzaam als coach van de nationale U21, daarnaast werkt hij ook als analist voor Play Sports.

## Carrière als speler

### Beginjaren
Jacky Mathijssen begon op jonge leeftijd bij het bescheiden VVH Dilsen. De Limburgse doelman voetbalde er 10 jaar alvorens de overstap te maken naar toenmalig eersteklasser FC Winterslag. Daar stond hij in de schaduw van doelmannen Renaat De Zutter en Jean-Paul De Bruyne. Na drie seizoenen vertrok Mathijssen naar het net gepromoveerde Sporting Charleroi. Onder trainer André Colasse groeide hij bij de Zebra's uit tot eerste doelman. Mathijssen, die bekendstond als een goede lijnkeeper, was in die periode ook legerinternational. In 1986 won hij met België de Kentish Challenge Cup. In totaal verdedigde hij vijf seizoenen het doel van Charleroi.

### Genk
In 1990 tekende Mathijssen bij Racing Genk. De club, die was ontstaan uit de fusie tussen Waterschei en zijn ex-club Winterslag, was net naar de hoogste afdeling gepromoveerd. Onder trainer Paul Theunis werd Mathijssen titularis, hoewel het met reservedoelman Ronny Gaspercic ook over een getalenteerde doublure beschikte. Mathijssen en Gaspercic streden jaarlijks om een plaats onder de lat.

### Lommel
Na drie seizoenen ruilde de inmiddels 30-jarige keeper Genk in voor het naburige Lommel SK. De sober spelende, maar betrouwbare doelman werd met zijn ervaring een belangrijke pion bij Lommel. Terwijl zijn ex-club Genk terug naar tweede klasse zakte, begon Lommel aan een opmars in eerste klasse. Met spelers als Khalilou Fadiga, Marc Hendrikx, Ronny Van Geneugden en Harm van Veldhoven werd Lommel in 1995 knap zevende. Twee jaar later werd de club zelfs vijfde, waarmee het beter deed dan topclubs als Standard Luik en AA Gent. Op 30 augustus 1997 kreeg Mathijssen echter een zware domper te verwerken. De doelman ging in een wedstrijd tegen RWDM een duel aan met de Finse spits Kaï Nyyssonen en blesseerde zich ernstig aan zijn hoofd. Mathijssen liep een barst in zijn schedel en een aderbloeding op. Er werd zelfs even gevreesd voor zijn leven. Na een lange revalidatie keerde Mathijssen terug op het hoogste niveau. Zijn terugkeer werd aanvankelijk wel afgeremd door trainer Walter Meeuws, die meer vertrouwen toonde in Mathijssens vervanger Patrick Nys. Lommel was inmiddels al verscheidene sterkhouders kwijtgeraakt. In 2000 werden de Limburgers laatste in de competitie en degradeerden ze terug naar tweede klasse.

### Sint-Truiden
De degradatie was voor Mathijssen het signaal om de club te verlaten. Hij verhuisde naar Sint-Truidense VV, waar hij een contract tekende voor een jaar. In de loop van het seizoen werd hij ook trainer bij de Kanaries.

## Carrière als trainer

### STVV
In februari 2001 zette het bestuur van Sint-Truiden trainer Willy Reynders aan de deur. Jules Knaepen nam de leiding over en kreeg doelman Mathijssen als assistent. Het trainersduo zorgde ervoor dat de club in eerste klasse bleef, waarna Mathijssen een kans kreeg om hoofdcoach te worden. De Limburger ging in op het voorstel en eindigde in zijn eerste seizoen met Sint-Truiden veilig in de middenmoot. Een jaar later deed de club nog beter onder Mathijssens leiding. Niet alleen werden de Kanaries verrassend vierde in de competitie, het bereikte ook voor het eerst sinds 1971 de bekerfinale. In de finale verloor Sint-Truiden met 3-1 van La Louvière. In het seizoen 2003/04 kon het team geen vervolg breien aan het succes. De club zakte vooral na de winterstop volledig weg en haalde slechts 8 op 42.

### Charleroi
Op dat ogenblik kon Mathijssen al een tijdje rekenen op de interesse van zijn ex-club Charleroi. De Zebra's zagen coach Robert Waseige vertrekken naar Algerije en verkeerden in degradatienood. Mathijssen, die aanvankelijk de boot afhield, maakte in april 2004 dan toch de overstap naar Charleroi. Hij slaagde erin om de degradatie te vermijden en zette een seizoen later met Charleroi een sterke prestatie neer door vijfde te worden. Mathijssen maakte bij de Zebra's niet alleen furore door de goede prestaties, maar ook door de psychologische spelletjes die hij met zijn tegenstanders speelde. Het leverde hem in die periode de bijnaam "de kleine Mourinho" op. In 2005 greep hij ook net naast de trofee voor Trainer van het Jaar. Onder leiding van Mathijssen braken bij Charleroi spelers als Laurent Ciman, François Sterchele, Joseph Akpala en Fabien Camus door. In het seizoen 2006/07 was hij met de Zebra's op weg om opnieuw vijfde te worden, hetgeen hem de interesse opleverde van Club Brugge. In april 2007 tekende hij bij blauw-zwart een contract voor het volgende seizoen, hetgeen Charleroivoorzitter Abbas Bayat niet apprecieerde. Vier speeldagen voor het einde van de competitie werd Mathijssen alsnog aan de deur gezet.

### Club Brugge
In de zomer van 2007 nam Mathijssen het roer over bij Club Brugge en overhaalde hij onder meer François Sterchele om dezelfde overstap te maken. Zijn eerste belangrijke wedstrijd, de supercup tegen RSC Anderlecht, verloor hij met 3-1. Het was het begin van een lang en wisselvallig seizoen voor blauw-zwart, dat in mineur eindigde met de plotse dood van Sterchele. De jonge spits die bij zowel Charleroi als Club Brugge onder Mathijssen had gewerkt, stierf op 8 mei 2008 na een auto-ongeluk. De tragische gebeurtenis overschaduwde het hele seizoen van Club Brugge, dat uiteindelijk derde werd na Standard en Anderlecht. Mathijssen zelf was erg aangedaan door het overlijden van de Rode Duivel.
Ook een seizoen later leek de dood van Sterchele nog niet volledig verwerkt bij blauw-zwart. Mathijssen, die oude bekenden Ciman en Akpala aantrok, kreeg zijn team voor het tweede jaar op rij niet verder dan de derde plaats. Club Brugge eindigde na een wisselvallig seizoen opnieuw achter concurrenten Standard en Anderlecht. Het bestuur was er dan al uit dat de Limburgse coach zou vertrekken. Club Brugge had eerder al Adrie Koster aangetrokken als zijn opvolger.

### Lokeren
In het seizoen 2009/10 ging de 46-jarige Mathijssen aan de slag bij KSC Lokeren. Hij volgde oktober 2009 de ontslagen Aleksandar Janković op. De Waaslanders stonden er slecht voor en flirtten een heel seizoen met de degradatie. Ook na de komst van Mathijssen werden de resultaten niet beter. Na de winterstop mocht ook hij zijn koffers pakken. Emilio Ferrera maakte het seizoen af en voorkwam dat Lokeren zakte.

### Charleroi (II)
Ondanks de onsuccesvolle tussenstop bij Lokeren vond Mathijssen in de zomer van 2010 een nieuwe werkgever. Hij keerde terug naar Charleroi, dat in het seizoen 2009/10 net aan de degradatie was ontsnapt. Veel krediet kreeg Mathijssen bij de Zebra's ditmaal niet. In september 2010 mocht hij vertrekken, na een 0-5 nederlaag tegen Club Brugge. Het werd het begin van een onoverzichtelijk seizoen bij de Henegouwers, want na Mathijssens ontslag trok voorzitter Bayat vier keer een nieuwe trainer aan om voor een kentering te zorgen. Charleroi eindigde uiteindelijk als laatste en zakte naar tweede klasse.

### Beerschot
Mathijssen zelf ging nog voor het einde van het seizoen aan de slag bij Germinal Beerschot. Bij de Antwerpse club rommelde het in de bestuurkamer, hetgeen trainer Glen De Boeck in november 2010 zijn ontslag opleverde. Een maand later trok het bestuur Mathijssen aan als De Boecks opvolger. Hij maakte het seizoen af en zorgde ervoor dat Germinal Beerschot niet degradeerde. Na het seizoen veranderde voorzitter Patrick Vanoppen de clubnaam in Beerschot AC. De club begon met vernieuwde moed en hoge ambities aan het seizoen 2011/12. Maar Mathijssen kon de verwachtingen niet inlossen. Op 26 maart 2012 werd zijn samenwerking met Beerschot beëindigd.
Voorzitter Vanoppen schaafde zijn hoogde ambities voor het volgende seizoen amper bij, maar trok met Adrie Koster wel een nieuwe coach aan. De Nederlander, die Mathijssen in 2009 had opgevolgd bij Club Brugge, bracht weliswaar aanvallend voetbal, de resultaten viel tegen. Beerschot zakte steeds verder weg, waarna de club assistent-trainer Wim De Corte tot hoofdcoach promoveerde. Maar ook hij kreeg het team niet op de rails. Beerschot raakte verzeild in de degradatiezone. In januari 2013 haalde Vanoppen de 49-jarige Mathijssen terug naar Het Kiel, maar uiteindelijk kon hij de club niet behoeden voor de degradatie. Mathijssen verliet Beerschot op 22 april 2013.

### Oud-Heverlee Leuven
Eind 2014 kondigde Oud-Heverlee Leuven aan dat Mathijssen aangesteld zou worden als nieuwe trainer van de club. De club speelde op dat moment in tweede klasse en maakte een moeilijke periode door. Mathijsen maakte meteen zijn ambitie bekend: zo snel mogelijk weer in eerste klasse belanden. Aan het eind van de reguliere competitie had OHL 61 punten en was een van de vier ploegen in de eindronde voor promotie, samen met eersteklasser Lierse en tweedeklassers Lommel en Eupen. Lommel en Eupen hadden 70 en 67 punten uit de reguliere competitie en Leuven werd daarom niet beschouwd als de grootste kanshebber voor promotie. OHL won met Mathijsen echter de eindronde met 14 punten, een grote voorsprong op nummer twee Eupen met acht punten. OHL promoveerde zo met Mathijsen na slechts een seizoen opnieuw naar eerste klasse. In de eerste klasse presteerde OHL echter zeer slecht: na 16 wedstrijden had OHL slechts driemaal gewonnen en in totaal slechts 12 punten vergaard. Ook zou de spelersgroep niet meer achter de trainer hebben gestaan. OHL maakte daarom op 24 november 2015 bekend de samenwerking met Mathijssen te verbreken.

### Westerlo en Larissa
In het seizoen 2016/17 trainde hij KVC Westerlo. In september 2017 werd hij aangesteld bij het Griekse AE Larissa. Na elf dagen werd hij er ontslagen.

### KBVB (jeugd)
Vanaf 1 juli 2018 ging hij aan de slag bij de KBVB als trainer van de U19. Hij volgt daarmee Gert Verheyen en Franky Van der Elst op als trainer van de U19. In 2021 werd hij de coach van de Jonge Duivels.

## Palmares
Sint-Truidense VV
Verliezend finalist Beker van België: 2003
Club Brugge
Verliezend finalist Belgische Supercup: 2007
Oud-Heverlee Leuven
Winnaar eindronde: 2015

## Media
Mathijssen is anno 2018 ook in de media actief, als analist werkt hij voor Play Sports van Telenet en de Vlaamse krant Het Belang van Limburg. Daarnaast heeft hij ook als co-commentator gefungeerd bij een aantal wedstrijden die uitgezonden werden op TV Limburg.

## Psychologische oorlogsvoering
Mathijssen staat bekend om de tactische en psychologische spelletjes die hij speelt met tegenstanders en journalisten. Hijzelf beweert dat hij dit doet om zijn ploeg te beschermen. Door in interviews met straffe of tegendraadse uitspraken de aandacht naar zich toe trekken, voorkomt hij dat zijn spelersgroep geviseerd wordt door de media. Hij werd tijdens zijn trainersloopbaan ook al verscheidene keren naar de tribune verwezen omdat hij te uitbundig reageerde op (volgens hem) slechte beslissingen van de scheidsrechter.
- In de aanloop naar de topper Anderlecht-Club Brugge zei Mathijssen dat iedere Belgische voetbalsupporter voor blauw-zwart zou supporteren, aangezien Anderlecht zijn vorige wedstrijd tegen STVV had gewonnen na enkele dubieuze beslissingen van de scheidsrechter. Deze wedstrijd kwam later in opspraak bij een gokschandaal, hoewel er geen concrete bewijzen waren.
- Logan Bailly, de toenmalige doelman van Genk, werd in het seizoen 2007/08 uitgelachen door Mathijssen wegens zijn roze keeperstrui. "Dan weten onze spitsen meteen waar ze moeten mikken," grapte de Limburger. Club won de partij in Genk maar verloor later dat seizoen in eigen huis met 2-6 van Genk. Bailly bood na afloop zijn roze keeperstrui aan Mathijssen aan, die echter deed alsof zijn neus bloedde. Achteraf lachte Mathijssen dit voorval weg in een interview met Studio 1. Mathijssen verklaarde dat hij niet had gezien dat Bailly hem zijn truitje wilde geven. De twee werden later collega's bij Oud-Heverlee Leuven.